# آرثر ماليت
آرثر ماليت (بالإنجليزية: Arthur Malet)‏ هو ممثل أمريكي، ولد في 24 سبتمبر 1927 في المملكة المتحدة، وتوفي في 18 مايو 2013 بسانتا مونيكا في الولايات المتحدة بسبب مرض.

## أعمال

### أفلام
- (1964) ماري بوبينز[3][4][5]
- (1967) في دفء الليل
- (1974) فرانكنشتاين الصغير[6]
- (1978) السماء بإمكانها الانتظار[7]
- (1978) هالوين[8][9][10]
- (1990) ديك تريسي[11][12][13]
- (1991) هوك الانتقام من الكابتن هوك[14][15][16]

### مسلسلات
- دالاس
- ذا والتونز

## وصلات خارجية
- آرثر ماليت على موقع IMDb (الإنجليزية)
- آرثر ماليت على موقع ألو سيني (الفرنسية)
- آرثر ماليت على موقع أول موفي (الإنجليزية)
- آرثر ماليت على موقع قاعدة بيانات برودواي على الإنترنت (الإنجليزية)
- آرثر ماليت على موقع قاعدة بيانات الأفلام السويدية (السويدية)
- آرثر ماليت على موقع إن إن دي بي (الإنجليزية)
- آرثر ماليت على موقع قاعدة بيانات الفيلم (الإنجليزية)
- آرثر ماليت على موقع كينوبويسك (الروسية)